# نویون (اومنوغوبی)
نویون (به زبان مغولی: Ноён сум، [Nojon sum]؛ ᠨᠣᠶᠠᠨ ᠰᠤᠮᠤ، [noyan sumu]) یک شهرستان (سُوم) در مغولستان است که در استان اومنوغوبی واقع شده‌است. نویون ۱۰٬۵۵۰ کیلومتر مربع مساحت دارد.

## تقسیمات اداری
شهرستان نویون متشکل از ۲ قصبه (باغ) می‌باشد، شامل:
- سایران (مغولی: Сайран баг، [Sajran bag]؛ ᠰᠠᠶᠢᠷᠠᠨ ᠪᠠᠭ، [sayiran baɣ])
- غانجاغاد (مغولی: Ганзагад баг، [Ganzagad bag]؛ ᠭᠠᠨᠵᠤᠭᠠᠳᠠ ᠪᠠᠭ، [ɣanjuɣada baɣ])